# 神奈川県道306号藤沢停車場線

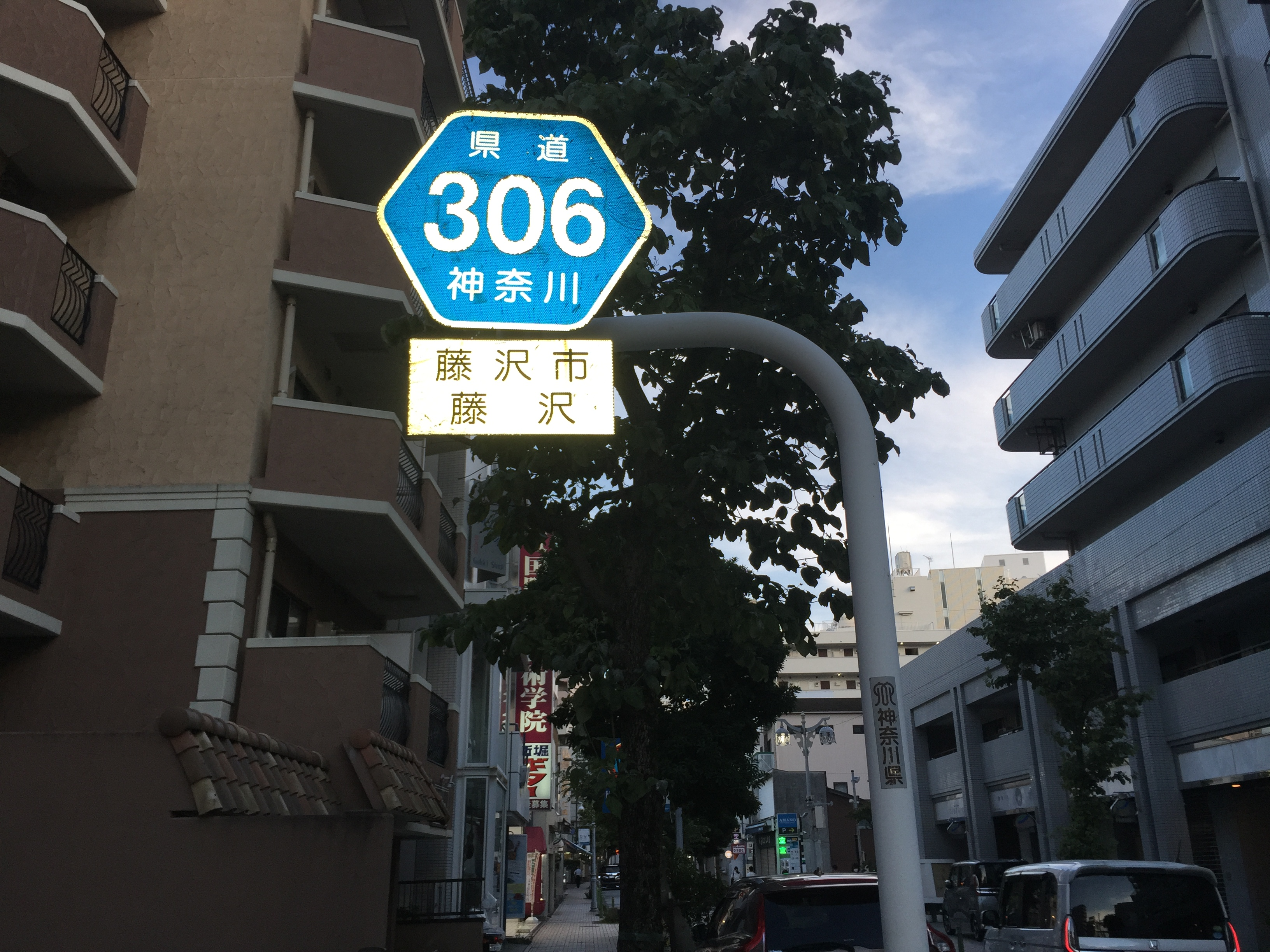
県道番号標示（藤沢市藤沢）

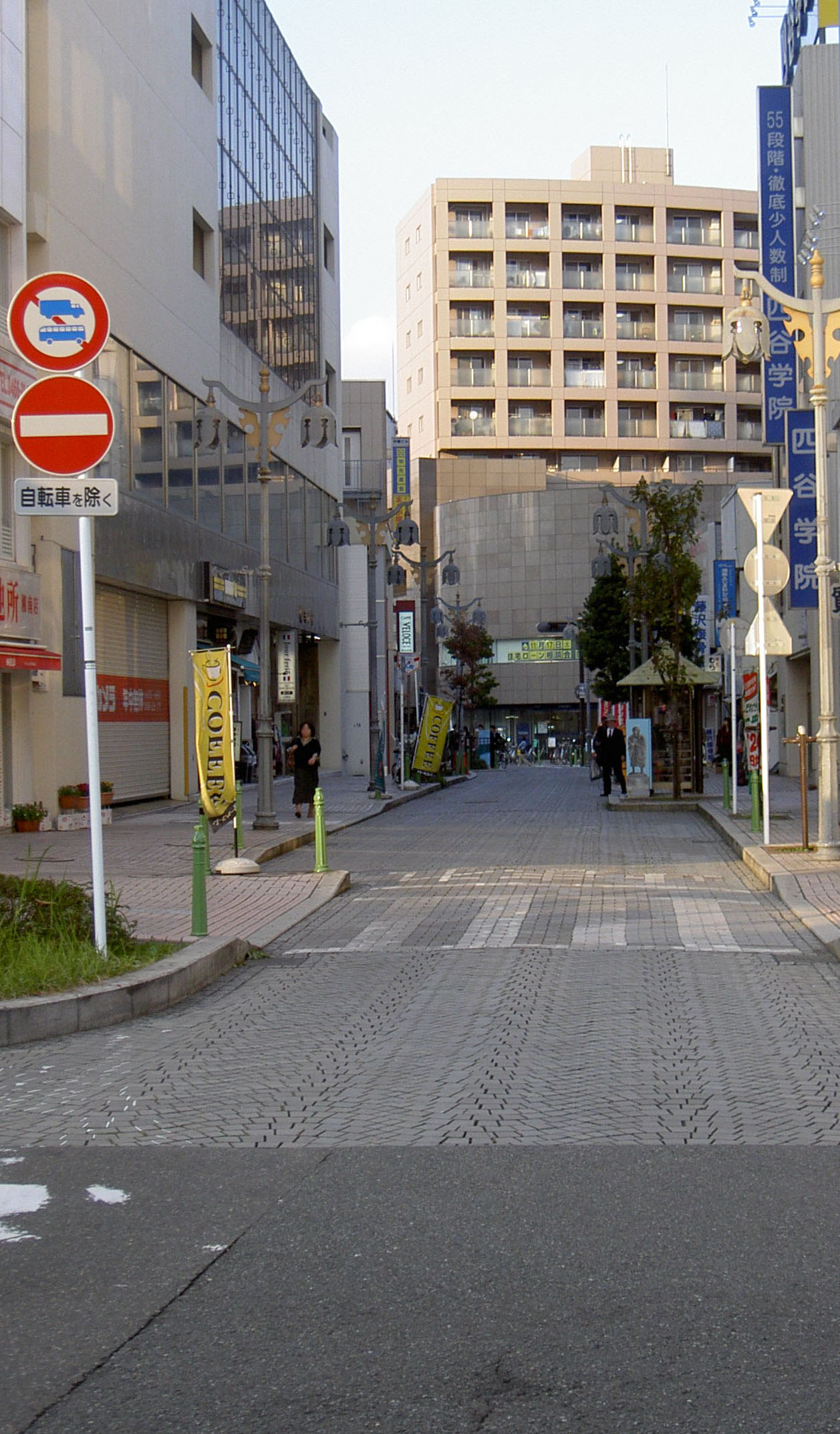
起点付近

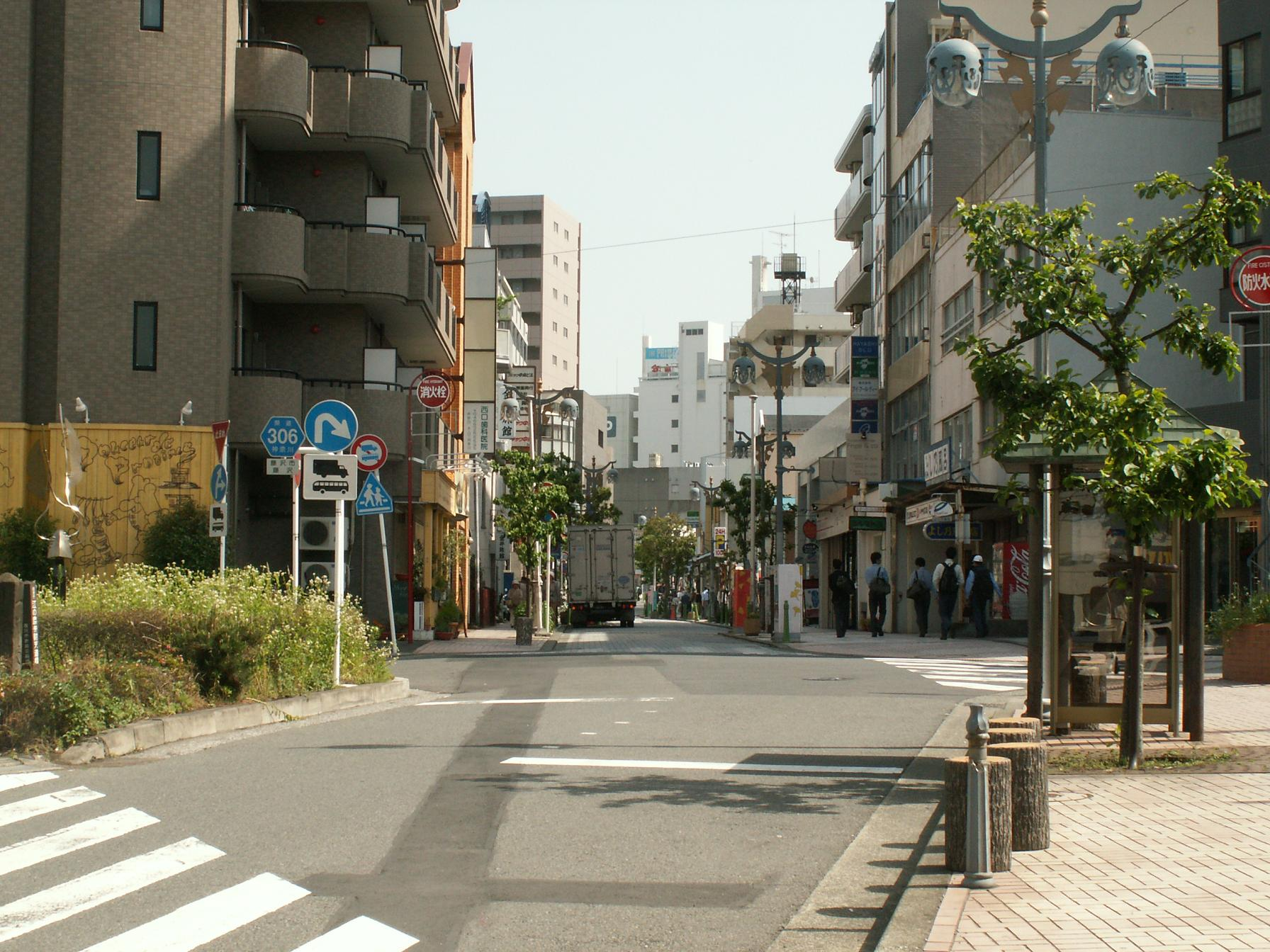
終点付近。画面左端に写る石塔は江ノ島道の道標

神奈川県道306号藤沢停車場線（かながわけんどう306ごう ふじさわていしゃじょうせん）は、神奈川県藤沢市を走る一般県道である。かつては藤沢宿から江ノ島へ向かう江の島道の一部だったが、1887年（明治20年）に藤沢駅が開通してからは、駅から遊行寺までの参道としても位置づけられ、遊行通りの通称も持つ。

## 概要
藤沢駅北口の東端（ビックカメラ藤沢店脇）を起点に北上し、同市藤沢の遊行ロータリー交差点までを結ぶ全長293メートルの道路で、終点の遊行ロータリー交差点では国道467号に接続する。地域交通の要衝である藤沢橋交差点より国道467号を経て藤沢駅北口までを結ぶ道路であるが、道幅が狭いため遊行ロータリー交差点方向から駅北口へ走る一方通行道路となっている。
なお藤沢市は藤沢橋方向へのバイパス路線としては力不足の藤沢停車場線に代わり、北口バスターミナル付近より藤沢橋付近までを結ぶ幅13メートルの直線道路（藤沢駅北口通り線）を北口の再開発計画に併せて建設し、2015年6月16日に開通した。
- 起点：藤沢市藤沢 藤沢駅前
- 終点：藤沢市藤沢 国道467号交点
- 延長：0.3km
- 通称：遊行通り
- Google マップ（終点→起点）

## 沿線
藤沢停車場線の沿線は藤沢エフエム放送の放送スタジオをはじめ商店や映画館など商業・娯楽施設が立ち並ぶエリアとなっており、路面や歩道は市道藤沢村岡線との交差点を除きすべて石製のタイル張りとなっている。
遊行ロータリー交差点には杉山和一（杉山検校）が建てたとされる江の島道の道標が残されている。

## 通過する自治体
- 藤沢市

## 交差・接続する道路
- 藤沢駅北口（起点）
- 信号交差点 - 市道藤沢村岡線（柳通り）
- 遊行ロータリー交差点（終点）- 国道467号